# Amallobriga
Amallobriga  era un asentamiento de la península ibérica dentro de la Hispania Citerior. En el siglo III aparece relacionada como mansio en el Itinerario de Antonino XXIV de Mérida a Zaragoza, entre las plazas de Albocela y Septimanca, (Simancas). Se suele identificar con el Yacimiento de Cerro de la Ermita de la localidad vallisoletana de Tiedra.

## Historia
Este es el nombre que dieron los romanos a la ciudad vaccea de Abulobrica, situada en la pequeña elevación
que se conocería siglos más tarde como Tedra y como Tiedra la Vieja, a unos quinientos metros de la villa definitiva conocida como Tiedra. Se sabe de la existencia de la oppida vaccea gracias a la información de los historiadores Plinio y Ptolomeo; más tarde en época romana aparece mencionada como mansión y con el rango jerárquico especial de civitate junto con Intercatia, Nivaria, Pintia, Septimanca y Tela.
Siguiendo el itinerario de Antonino XXIV  —siglo III d. C.— y las indicaciones del de Ravennate —siglo VII d. C.— se llega a la ciudad llamada Tiedra a occidente de la cual a unos quinientos m está la ermita de Nuestra Señora de Tiedra Vieja edificada sobre el despoblado cuyo yacimiento arqueológico contiene restos vacceos y romanos de la ciudad de Amallóbriga.